# Майкл Пулін
Майкл Пулін (англ. Michael Poulin, 1945) — американський вершник.
Бронзовий призер Олімпійських Ігор 1992 року в командній виїздці.